# Messier 23
Messier 23 (NGC 6494) é um aglomerado estelar aberto localizado na constelação de Sagitário. Foi descoberto pelo francês Charles Messier em 20 de junho de 1764.
Messier 23 está localizado a cerca de 2 150 anos-luz da Terra, e mede entre 15 a 20 anos-luz de diâmetro. Foi identificado 150 estrelas pertencentes ao aglomerado, sendo que a estrela mais brilhante tem uma magnitude aparente de 9,2. Messier 23 pode ser encontrado com o uso de telescópios razoáveis entre as númerosas estrelas situadas no bulbo galáctico da Via-Láctea.

## Descoberta e visualização
O aglomerado aberto é uma das descobertas originais do astrônomo francês Charles Messier, que o catalogou em 20 de junho de 1764. É mais bem observado com pequenos telescópios amadores, pois abrangem todo o aglomerado em um único campo de visão.

## Características

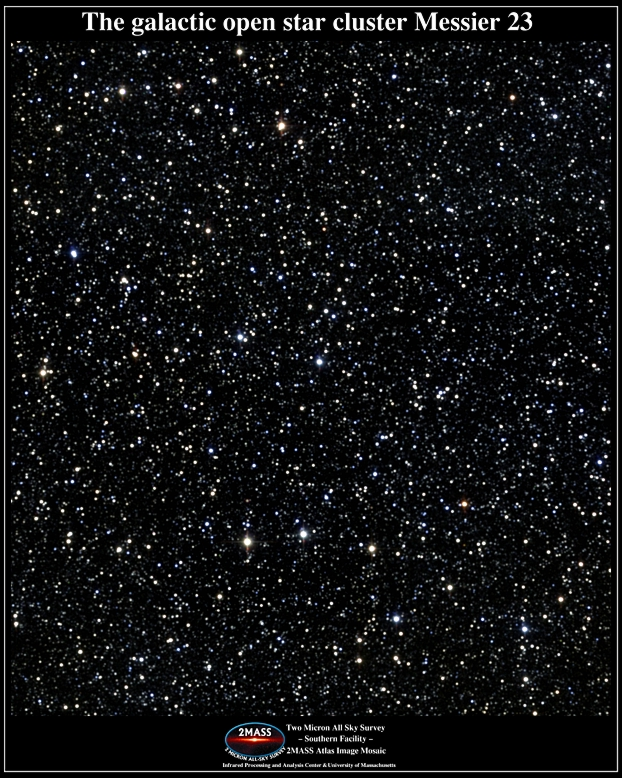
Messier 23, projeto 2MASS

Estando a uma distância de 2 150 anos-luz em relação à Terra, o aglomerado tem um diâmetro aparente de 27 minutos de grau, o corresponde a uma extensão real de 15 anos-luz, embora, segundo Kenneth Glyn Jones, o aglomerado tenha um diâmetro aparente de 35 minutos, o que corresponde a uma extensão real de 20 anos-luz. Tem uma magnitude aparente entre 6 e 7, e foi classificado um aglomerado classe I,2,r, segundo a classificação de aglomerados abertos de Robert Julius Trumpler, onde a classe I refere-se aos aglomerados mais densos e a classe IV aos menos densos; a classe 1 aos aglomerados com pouca diferença de brilho entre seus componentes e a classe 3 aos que tem grande diferença de brilho; e a classe p aos aglomerados pobres em estrelas, m para aglomerados com a quantidade de estrelas dentro da média e r para os ricos em estrelas. Woldemar Götz classacificou-o como II,2,r e o Sky Catalogue 2000.0 como III,1,m.
Segundo Åke Wallenquist, o aglomerado contém 129 estrelas espalhadas em uma região com diâmetro aparente de 34 minutos de grau. Suas cinco estrelas mais brilhantes tem magnitude aparente 9,4 em média e é um dos aglomerados abertos mais velhos conhecidos. Sotirios Svolopoulos também contou 129 estrelas, sendo 96 com magnitude aparente superior (menos brilhante) que 13,5.
Suas estrelas mais quentes pertencem à clase espectral B9. Sua idade foi estimada em 220 milhões de anos, segundo o Sky Catalogue 2000.0 e 300 milhões, segundo Georges Meynet.